# Impressions in Blood
Impressions in Blood – studyjny album polskiej deathmetalowej grupy muzycznej Vader. Wydawnictwo ukazało się we wrześniu 2006 roku nakładem wytwórni muzycznych Regain Records, Mystic Production, Candlelight Records oraz Avalon/Marquee Inc. Produkcja odniosła umiarkowany sukces w Polsce uplasowawszy się na 8. miejscu listy sprzedaży OLiS. Wśród fanów zespołu Impressions in Blood spotkał się z pozytywnym odbiorem. Gościnnie w nagraniu utworów na płytę wziął udział występujący w grupie Vesania klawiszowiec Krzysztof "Siegmar" Oloś. Było to drugie wydawnictwo zespołu Vader, na którym zostały opublikowane utwory skomponowane przez gitarzystę Maurycego "Mausera" Stefanowicza. Album uzyskał nominację do Fryderyka w kategorii album roku rock/metal.

## Realizacja
Nagrania do albumu, roboczo zatytułowanego Impressions in Red, rozpoczęły się 22 kwietnia 2006 roku w białostockim Hertz Studio. Ślady poszczególnych instrumentów zarejestrowali bracia Sławomir i Wojciech Wiesławscy, którzy również zmiksowali oraz poddali masteringowi gotowe utwory. Grupa ukończyła pracę w studiu 24 maja tego samego roku.
Podczas sesji nagraniowej nagrano dwanaście utworów, w tym "Raining Blood", interpretację utworu amerykańskiej grupy thrashmetalowej Slayer. Kompozycja ukazała się jako dodatek na japońskiej edycji albumu. Dariusz Brzozowski o nagraniach partii perkusji wypowiedział się następująco: "Pierwsze 2 dni poświęciliśmy na ustawianie brzmienia. Kolejne dni to nagrywanie śladów. W sumie całość nagrywania zajęła mi 10 dni. Jest to najszybszy album jaki nagrałem w życiu. Jest dużo "blastów" i szybkiego grania na stopach. Do nagrań użyłem sprzętu: pałki OSCA 5B, bębny TAMA Starclassic, werbel Ludwig "Black Beauty", blachy Alchemy Professional, naciągi Aquarian Response II na tomy i na werbel Hi-Energy, trigery Roland RT-7K, moduł D-DRUM i wreszcie moja ulubiona nowość od paru miesięcy, na której mogę zagrać zawrotne prędkości – stopy AXIS X-Longboards".
Gościnnie na płycie wystąpił znany z występów w grupie Vesania klawiszowiec Krzysztof "Siegmar" Oloś. Ślady instrumentów klawiszowych zostały nagrane w czerwcu 2005 roku podczas sesji nagraniowej minialbumu The Art of War. Layout oraz grafiki do fotografii Tomasza Lewandowskiego wykonał grecki artysta Seth Siro Anton.
Album Impressions in Blood był drugim wydawnictwem zespołu Vader, na którym zostały opublikowane utwory skomponowane przez gitarzystę Maurycego "Mausera" Stefanowicza. Były to utwory: "As Heavens Collide...", "Warlords", "Amongst the Ruins" oraz "The Book". Stefanowicz nagrał ponadto dziewięć partii solowych. Autorem pozostałych utworów był lider zespołu Piotr "Peter" Wiwczarek. Wiwczarek napisał również tekst do utworu "Helleluyah!!! (God is Dead)", który nawiązuje do terroryzmu oraz konfliktu na tle religijnym między chrześcijanami i muzułmanami. Pozostałe teksty napisali Paweł Frelik i Harry Maat. Motywem przewodnim w tekstach na płycie jest krew, ujęta w różnych aspektach życia człowieka.

## Promocja

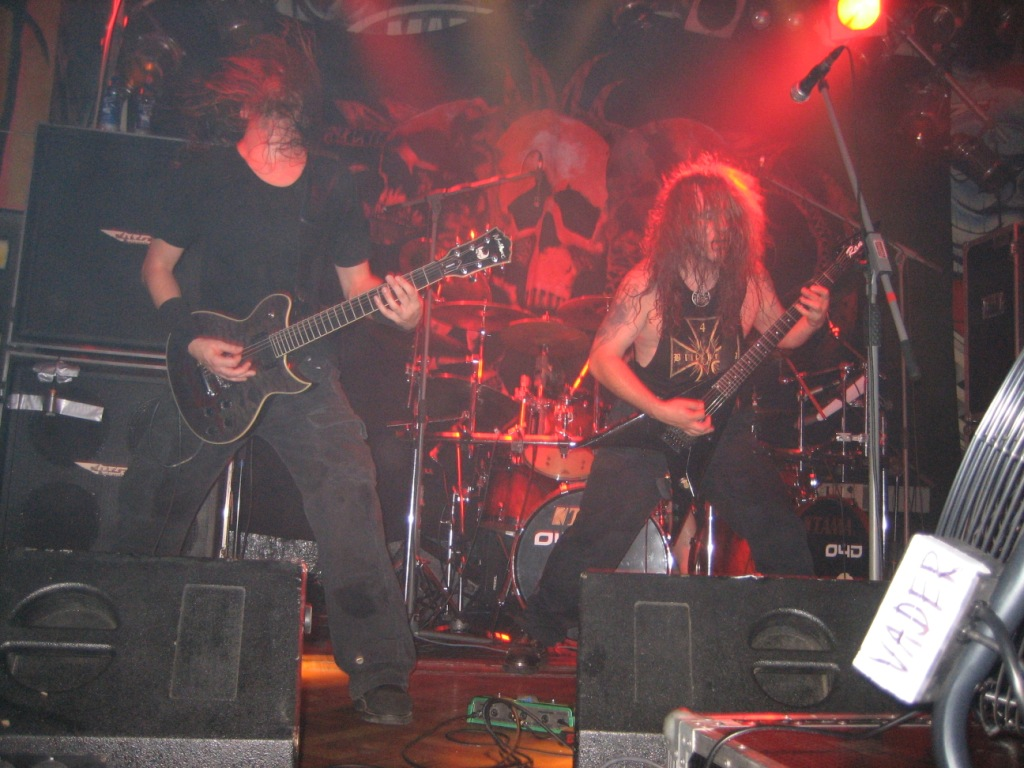
Maurycy Stefanowicz i Piotr Wiwczarek podczas koncertu w ramach trasy koncertowej Blitzkrieg 4 w Polsce promującej Impressions in Blood, 23 września 2006 roku

Album trafił do 23 sierpnia 2006 roku sprzedaży w Japonii nakładem wytwórni muzycznej Avalon/Marquee Inc. Jako utwór dodatkowy na tymże wydaniu znalazła się interpretacja utworu "Raining Blood" z repertuaru amerykańskiej formacji Slayer. 1 września, nakładem Mystic Production płyta ukazała się w Polsce. Następnie 4 września, za sprawą szwedzkiej oficyny Regain Records produkcja ukazała się w Europie. W Stanach Zjednoczonych wydawnictwo ukazało się dzień później nakładem Candlelight Records. Także w 2006 roku na podstawie licencji udzielonej CD-Maximum album ukazał się w krajach Wspólnoty Niepodległych Państw.
Jesienią grupa odbyła trasę koncertową po Polsce pod nazwą Blitzkrieg 4 gromadząc w sumie ponad 6000 fanów. Wraz z Vader wystąpiły grupy Trauma, Azarath i Vesania. Trasa rozpoczęła się 17 września 2006 roku w Warszawie, a zakończyła 27 września w Toruniu. Ponadto Vader wystąpił w takich miastach jak Lublin, Kielce, Kraków, Katowice, Opole, Wrocław, Łódź, Szczecin i Gdynia. Na potrzeby promocji albumu do utworu "Helleluyah!!! (God Is Dead)" powstał teledysk w reżyserii Andrzeja Wyrozębskiego do scenografii i zdjęć (odpowiednio) Janusza Króla oraz Sławomira Panasewicza. Obraz zrealizowano w dniach 9 i 19 sierpnia we współpracy z AW Film Studio. Zdjęcia odbyły się w Łozinie oraz we Wrocławiu. Proces realizacji teledysku we Wrocławiu Wiwczarek skomentował następująco: ""Helleluyah" mówi o cierpieniu, nienawiści i śmierci, wojnie między chrześcijanami a muzułmanami, konfliktach zbrojnych i terroryzmie. Mroczny i niepokojący klimat tego zrujnowanego miejsca pomógł osiągnąć wprost fenomenalny rezultat! Ten klip będzie czymś niewiarygodnie mocnym i bezkompromisowym!".

## Odbiór
Płyta dotarła do 8. miejsca zestawienia najpopularniejszych płyt w Polsce (OLiS). Album wypadł z listy pięć tygodni później. Przez jeden tydzień wydawnictwo gościło na japońskiej liście sprzedaży Oricon, gdzie uplasowało się 265. na miejscu. Pozytywne recenzje albumu ukazały się już przed jego oficjalna premierą. Krytycy podkreślili jakość produkcji nagrań za sprawą producentów muzycznych braci Wojciecha i Sławomira Wiesławskich. Natomiast recenzent serwisu AllMusic Stewart Mason zaznaczył rozwinięcie formuły prezentowanej przez zespół muzyki za sprawą sampli oraz partii instrumentów klawiszowych. Dziennikarz pisma "Teraz Rock" Marcin Pawlak zrecenzował płytę następująco: "Brzmienie powala, jest zdecydowanie bardziej przejrzyste niż na The Beast. Wszystkie blasty, riffy, partie wokalne są doskonale zagrane, zgrane i wyprodukowane. Zwłaszcza na słuchawkach ta płyta brzmi imponująco". Z kolei Jarosław Szubrycht na łamach portalu Onet.pl napisał: "...sporo niezłych solówek – od jazgotliwych ataków gitarowej epilepsji, po wciąż jadowite, ale całkiem melodyjne zagrywki. Przede wszystkim jednak siłą płyty są świetne kompozycje...".
Wśród fanów zespołu Impressions in Blood spotkał się z pozytywnym odbiorem. Nagrania otrzymały 4.30 punktów na podstawie 182. głosów w serwisie interia.pl. Pod koniec 2006 roku album uzyskał nominację do nagrody polskiego przemysłu fonograficznego Fryderyka w kategorii Album roku metal. W podsumowaniu roku 2006 w plebiscycie czytelników portalu branżowego Rockmetal.pl płyta zajęła 5. miejsce. Z kolei w plebiscycie Metal Storm Awards 2006 w kategorii The Best Death Metal Album produkcja uplasowała się na 3. miejscu. Wydawnictwo zostało wyróżnione ponadto tytułem Płyty roku w plebiscycie polskojęzycznej edycji miesięcznika Metal Hammer. Wyróżniony został także pochodzący z płyty utwór "Helleluyah (God is Dead)" w kategorii Przebój roku.

## Lista utworów

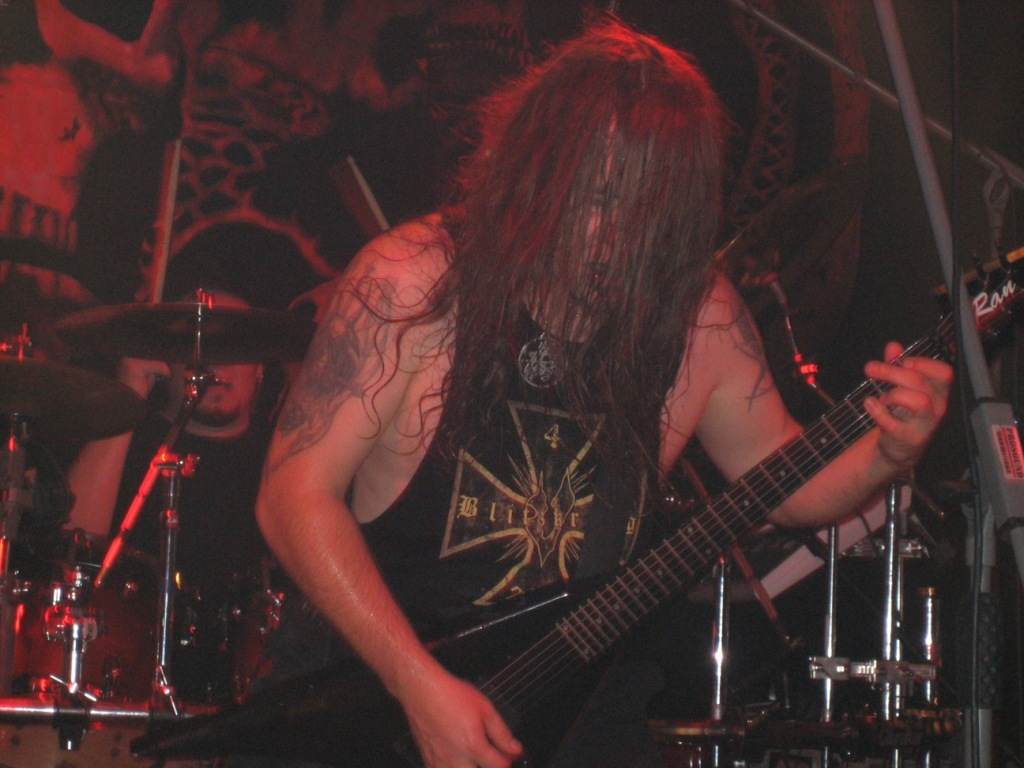
Piotr Wiwczarek podczas koncertu w ramach trasy koncertowej Blitzkrieg 4 w Polsce promującej Impressions in Blood, 23 września 2006 roku

Opracowano na podstawie materiału źródłowego.
| Nr  | Tytuł utworu                  | Słowa                | Muzyka              | Długość |
| --- | ----------------------------- | -------------------- | ------------------- | ------- |
| 1.  | „Between Day and Night”       | utwór instrumentalny | Krzysztof Oloś      | 0:41    |
| 2.  | „Shadows Fear”                | Harry Maat           | Piotr Wiwczarek     | 4:50    |
| 3.  | „As Heavens Collide...”       | Harry Maat           | Maurycy Stefanowicz | 2:41    |
| 4.  | „Helleluyah!!! (God is Dead)” | Piotr Wiwczarek      | Piotr Wiwczarek     | 3:02    |
| 5.  | „Field of Heads”              | Harry Maat           | Piotr Wiwczarek     | 4:06    |
| 6.  | „Predator”                    | Paweł Frelik         | Piotr Wiwczarek     | 5:12    |
| 7.  | „Warlords”                    | Harry Maat           | Maurycy Stefanowicz | 2:43    |
| 8.  | „Red Code”                    | Paweł Frelik         | Piotr Wiwczarek     | 2:30    |
| 9.  | „Amongst the Ruins”           | Harry Maat           | Maurycy Stefanowicz | 4:07    |
| 10. | „They Live!!!”                | Paweł Frelik         | Piotr Wiwczarek     | 2:13    |
| 11. | „The Book”                    | Paweł Frelik         | Maurycy Stefanowicz | 5:07    |
|     |                               |                      |                     | 37:12   |

| Utwór dodatkowy – edycja japońska | Utwór dodatkowy – edycja japońska | Utwór dodatkowy – edycja japońska | Utwór dodatkowy – edycja japońska | Utwór dodatkowy – edycja japońska |
| Nr                                | Tytuł utworu                      | Słowa                             | Muzyka                            | Długość                           |
| --------------------------------- | --------------------------------- | --------------------------------- | --------------------------------- | --------------------------------- |
| 1.                                | „Raining Blood (cover Slayer)”    | Jeff Hanneman, Kerry King         | Jeff Hanneman                     | 3:40                              |

## Twórcy
Opracowano na podstawie materiału źródłowego.
| Zespół Vader w składzie - Piotr "Peter" Wiwczarek – gitara rytmiczna, gitara prowadząca, gitara basowa, wokal, słowa - Maurycy "Mauser" Stefanowicz – gitara prowadząca, gitara rytmiczna - Marcin "Novy" Nowak – gitara basowa[A] - Dariusz "Daray" Brzozowski – perkusja Dodatkowi muzycy - Krzysztof "Siegmar" Oloś – instrumenty klawiszowe |  | Produkcja - Sławomir i Wojciech Wiesławscy – inżynieria, produkcja, miksowanie, mastering - Tomasz Lewandowski – zdjęcia - Seth Siro Anton – oprawa graficzna - Paweł Frelik – słowa - Harry Maat – słowa |

Notatki
- A^ Wymieniony na płycie, nie brał udziału w nagraniach[36].

## Wydania
| Rok  | Nr katalogowy | Format                   | Wytwórnia           | Region            | Źródło        |
| ---- | ------------- | ------------------------ | ------------------- | ----------------- | ------------- |
| 2006 | RR 098        | CD, Album                | Regain Records      | Europa            | [ 37 ]        |
| 2006 | RR 098        | CD, Album, Promo         | Regain Records      | Europa            | [ 37 ]        |
| 2006 | RR LP 098     | LP, Album                | Regain Records      | Europa            | [ 37 ] [ 38 ] |
| 2006 | MICP-10609    | CD, Album                | Avalon/Marquee Inc. | Japonia           | [ 37 ] [ 39 ] |
| 2006 | CDL314CD      | CD, Album                | Candlelight Records | Stany Zjednoczone | [ 37 ] [ 40 ] |
| 2006 | CDM 1006-2604 | CD, Album                | CD-Maximum          | Rosja             | [ 37 ]        |
| 2006 | MYST CD 027   | CD, Album, Sli           | Mystic Production   | Polska            | [ 37 ] [ 41 ] |
| 2007 | RR PLP 098    | 12", Pic, Album, Ltd, RE | Regain Records      | Europa            | [ 37 ]        |
| 2007 | RR 136        | 2xCD, Album, RP, Ltd     | Regain Records      | Europa            | [ 37 ]        |